# Symphysodon tarzoo
Symphysodon tarzoo ist eine von derzeit drei Arten in der Buntbarschgattung der Diskusbuntbarsche aus dem Amazonasstromgebiet im tropischen Südamerika. Die Art wurde 1959 in einer Aquaristik-Fachzeitschrift anhand eines aus Leticia (Kolumbien) importierten blauen Symphysodon-Exemplars durch E. Lyons als Unterart von Symphysodon discus beschrieben, die Beschreibung 1960 jedoch durch L. P. Schulz in einer anderen Aquaristik-Fachzeitschrift zurückgewiesen. 2006 fand der schwedische Ichthyologe Sven O. Kullander zusammen mit zwei Kollegen jedoch, dass sich die im westlichen Amazonasgebiet lebenden Diskusfische, sowohl in ihrer mitochondrialen DNA als auch in der Färbung, deutlich von den im mittleren und östlichen Amazonasgebiet vorkommenden Symphysodon aequifasciatus unterscheiden und ordnete diese Diskusfische dem Taxon Symphysodon tarzoo zu.

## Merkmale
Symphysodon tarzoo ist im Unterschied zum überwiegend braunen Symphysodon aequifasciatus eher bläulich bis grünlich gefärbt und unterscheidet sich durch eine deutliche Musterung mit roten Punkten auf den Körperseiten und auf der Afterflosse von anderen Diskusfischarten. Beim nachträglich hinterlegten Neotypus der Art, das Typusexemplar ist offenbar nicht erhalten, handelt es sich um ein ausgewachsenes Männchen von 13,2 cm Länge mit 14 Abdomenwirbel und 17 Schwanzwirbel und folgenden meristischen Bestimmungskriterien:
- Flossenformel: Dorsale X/30; Anale XIII/31
- Schuppenformel: mLR 58; SL 20/14

Wie bei allen Diskusfischen ist jedoch auch bei Symphysodon tarzoo davon auszugehen das hier eine mehr oder weniger große Variabilität herrscht.
Lyons beschreibt die Fische als [...] überwiegend aquamarinblau auf dem Körper, sie haben tiefrote Bauchflossen, einen roten Saum in der Rückenflosse, eine große Afterflosse, die mit hellroten Tüpfeln bedeckt ist [...], und diese Flosse ist ebenfalls rot gerandet. Außerdem zitiert er einen Zierfischimporteur, das der Kopf dieses blauen Diskus breiter zu sein scheint, und er weist eine Art Bulldoggen-Gesicht auf.

## Verbreitung
Symphysodon tarzoo kommt im Amazonasgebiet westlich der zwischen Manaus und dem Rio Bauana gelegenen Purus-Antiklinale („Purus arch“) vor. Nur wenige Exemplare von Symphysodon tarzoo werden weiter stromabwärts gefunden. Symphysodon aequifasciatus fehlt weiter stromaufwärts vollständig. An der als phylogeographische Barriere wirkenden Purus-Antiklinale ändert sich die Strömung, das Gefälle und Sediment wird abgelagert. Symphysodon tarzoo wurden jedoch auch im Rio Madeira gefangen, der weiter stromabwärts in den Amazonas mündet.